# Nouaceur

Nouaceur är en stad i Marocko och är administrativ huvudort för provinsen Nouaceur som är en del av regionen Casablanca-Settat. Folkmängden uppgick till 23 802 invånare vid folkräkningen 2014.